# نيكولاس كاتزنباك
نيكولاس كاتزنباك (بالإنجليزية: Nicholas Katzenbach) (و. 1922 – 2012 م) هو سياسي، وبروفيسور (أستاذ جامعي)، ومحام من الولايات المتحدة الأمريكية ولد في فيلادلفيا، بنسيلفانيا.
تولى منصب نائب عام الولايات المتحدة .وهو عضو في الحزب الديمقراطي الأمريكي .

## التعليم
تعلم في جامعة برنستون، وكلية ييل للحقوق.

## مناصب وهيئات
أدار جامعة روتجرز، وجامعة شيكاغو، وكلية ييل للحقوق.

## روابط خارجية
- نيكولاس كاتزنباك على موقع IMDb (الإنجليزية)
- نيكولاس كاتزنباك على موقع مونزينجر (الألمانية)
- نيكولاس كاتزنباك على موقع إن إن دي بي (الإنجليزية)
- نيكولاس كاتزنباك على موقع قاعدة بيانات الفيلم (الإنجليزية)